# Ovayoncalı, Karaçoban
Ovayoncalı là một xã thuộc huyện Karaçoban, tỉnh Erzurum, Thổ Nhĩ Kỳ. Dân số thời điểm năm 2011 là 308 người.